# 李红侠
李红侠（1986年9月10日—），中国女子曲棍球運動員，亦為中国国家女子曲棍球队成員。

## 簡歷
2010年11月，李红侠代表中國出戰廣州亞運會，參加曲棍球比賽，奪得金牌。
2016年，李红侠代表中国出戰巴西里约热内卢舉行的奥林匹克运动会女子曲棍球比賽。中国队最終排名小组第五位，无缘八强。